# Лиманська (зупинний пункт, Південна залізниця)
Лима́нська — пасажирський залізничний зупинний пункт Куп'янської дирекції Південної залізниці.
Розташований у селі Лиман Другий, Дворічанський район, Харківської області на лінії Тополі — Куп'янськ-Вузловий між станціями Дворічна (16 км) та Тополі (3 км).
Станом на травень 2019 року щодоби чотири пари приміських електропоїздів здійснюють перевезення за маршрутом Тополі — Куп'янськ-Вузловий.